# 真・女神転生V
『真・女神転生V』（しん・めがみてんせいファイブ）は、アトラスより2021年11月11日に発売されたNintendo Switch用ゲームソフトである。

## 概要
2017年1月13日の「Nintendo Switch 2017 プレゼンテーション」でティザー映像が公開され、同年10月23日にタイトルが正式発表された。
2020年7月20日の「Nintendo Direct mini ソフトメーカーラインナップ」にて2021年に全世界同時発売予定であることが発表され、翌2021年6月16日の「Nintendo Direct E3 2021」にて発売日が2021年11月11日であることが正式に発表された。
後に新ストーリー「復讐の女神篇」のほか数多くの新要素を追加した『真・女神転生V Vengeance』（しん・めがみてんせいファイブ ヴェンジェンス）を2024年6月21日に発売予定と発表。その後、同年3月21日に発売日を6月14日へと変更された。
本作は『真・女神転生III-NOCTURNE』のアマラ深界エンドとの繋がりを示唆する描写が多数見られる。

## ストーリー
『Vengeance』では開始直後に囚われの少女の手を取るか取らないかの選択肢により2つのメインシナリオが分岐する。
主人公は東京都内、品川駅周辺にある全寮制の縄印学園の高校三年生。主人公は学園に通いながら平和な毎日を送っていた。ある日、主人公は友人たちと一緒に下校路にある品川駅を通り抜けようとするが、駅構内で殺人事件が発生したらしく、駅構内は通行止めになっていた。
主人公は別行動を取った友人たちを探し、付近のトンネルを訪れるのだが、そこでトンネルの崩落事故に巻き込まれて気を失ってしまう。主人公が目を覚ますと、東京は悪魔が跋扈する魔界「ダアト」に成り果てていた。そのダアト内で悪魔に襲われ、謎の男「アオガミ」に助けられた主人公は、アオガミと融合し、禁忌の存在「ナホビノ」となり、悪魔に対抗する力を手に入れる。

### 「創世の女神篇」
『Vengeance』で新たに名付けられた囚われの少女の手を取らなかった選択で始まる従来のストーリー。
その事故に巻き込まれダアトを訪れていたのは、主人公だけではなかった。隣クラスの「敦田ユヅル」や「太宰イチロウ」。それぞれ悪魔と邂逅するが、主人公と合流し、3人はアオガミと共に無事、元の東京へ戻ることができた。
東京で3人やアオガミを待ち受けていたのは、主人公の同級生「磯野上タオ」だった。タオによると、自分たちが暮らす東京の他にもう一つの崩落した東京「ダアト」が存在し、伝説の悪魔達が東京の人間達を狙っているという。その悪魔たちに対抗する組織「べテル」。タオもその「ベテル日本支部」に所属する一員なのだという。内閣総理大臣兼べデル日本支部長である「越水ハヤオ」の願いを聞き入れ、主人公たちはべテルの一員として東京を守る決意する。
平和な学生生活に戻った失先、べテルから緊急連絡が入る。自分たちが暮らす東京の各地に悪魔たちや邪神「ラフム」が出現し、主人公たちが通う縄印学園にも、多数の悪魔が押し寄せてくる。ユヅルの妹「敦田ミヤズ」や主人公の同級生「樹島サホリ」に魔の手が迫るなか、主人公たちは各所の防衛と人々の保護の任務に赴く。
復讐の念に囚われたサホリはラフムを受け入れ、自分をいじめていた女生徒たちを殺害し、ダアトへと逃れる。ミヤズを始めとした多くの生徒たちも悪魔に捕らえられ、ダアト・品川へ連れさられてしまった。サホリ、ミヤズや生徒たちを救うため、主人公たちはダアトへ向かう。
ラフムを倒したものの、サホリ、タオは死亡。主人公たちは東京へ戻るが、東京は消滅の危機を迎えていた。ベテル本部は混沌の勢力への攻勢をしかけ、主人公も魔王アリオクなどの討伐に加わり、ついには混沌の勢力を打ち倒す。
ベテル各支部長による「万魔会談」が開催され、主人公、すなわちナホビノが存在することから、それまで世界を治めていた法の神の死が共通認識となる。ベテルは事実上崩壊し、各支部長はそれぞれの創世のため、ナホビノになる準備を始めた。
主人公以外に、知恵となる人間が見つかったのはコンス、ツクヨミ、アブディエル、ジョカ。コンスはナホビノにはならず、創生への不参加を決めた。
ツクヨミとユヅルと共に神々の合意による創世か、アブディエルとイチロウによる法の神の継続か、ジョカと八雲による王座の破壊と神・悪魔の一掃か、それとも……

### 「復讐の女神篇」
『Vengeance』で囚われの少女の手を取る選択で開始される新規ストーリー。
その事故に巻き込まれダアトを訪れていたのは、主人公だけではなかった。隣クラスの「敦田ユヅル」や「太宰イチロウ」、聖マリナ⼥子学院の「尋峯ヨーコ」。それぞれ悪魔と邂逅するが、主人公と合流し、4人はアオガミと共に無事、元の東京へ戻ることができた。
東京で4人やアオガミを待ち受けていたのは、主人公の同級生「磯野上タオ」だった。タオによると、自分たちが暮らす東京の他にもう一つの崩落した東京「ダアト」が存在し、伝説の悪魔達が東京の人間達を狙っているという。その悪魔たちに対抗する組織「べテル」。タオもその「ベテル日本支部」に所属する一員なのだという。内閣総理大臣兼べデル日本支部長である「越水ハヤオ」の願いを聞き入れ、主人公たちはべテルの一員として東京を守る決意する。ヨーコも縄印学園へ転校して来て主人公と同クラスに編入される。
平和な学生生活に戻った失先、主人公は品川駅コンコースで「カディシュトゥ」の女魔「ナアマ」に襲われ、これを撃退するもべテルから緊急連絡が入る。自分たちが暮らす東京の各地に悪魔たちや邪神「ラフム」が出現し、主人公たちが通う縄印学園にも、多数の悪魔が押し寄せてくる。ユヅルの妹「敦田ミヤズ」や主人公の同級生「樹島サホリ」に魔の手が迫るなか、主人公たちは各所の防衛と人々の保護の任務に赴く。
タオの説得によりサホリはラフムを拒絶し、ラフムは主人公たちに倒される。その直後、カディシュトゥの女魔の1人「リリス」がタオとサホリを殺害する。ミヤズを始めとした多くの生徒たちが悪魔に捕らえられ、ダアトへ連れさられてしまった。ミヤズや生徒たちを救うため、蘇ったタオと主人公たちはダアト・品川へ向かう。
カディシュトゥの女魔の1人「エイシェト」を退け、ミヤズの救出には成功するが、ダアト・品川や東京で人々や人間に協力的な妖精の郷の悪魔が塩の柱になってしまう現象が発生。ベテル本部は混沌の勢力への攻勢をしかけることを決定するが日本支部は戦力不足を理由に除外された。越水は主人公たちに塩化の調査を依頼。主人公たちはダアト・新宿へと向かう。
新宿で「大天使マンセマット」と邂逅した主人公らは、マンセマットがカディシュトゥを追って日本へ来たこと、カディシュトゥのマガツヒ集めを阻止するために塩化をマンセマットが行ったことを聞き、塩化の解除と引き換えにカディシュトゥ退治をマンセマットから依頼される。
主人公たちは元・都庁にてカディシュトゥを倒すも、「ティアマト」が召喚されてしまう。実はヨーコがカディシュトゥの仲間だったのだ。召喚されたティアマトから逃れる際にアオガミとタオが犠牲となる。駆け付けたユヅルはナホビノとなることを誓うが、ナホビノは許されないとイチロウとアブディエルがユヅルを殺害する。
ベテル日本支部に戻った越水は、主人公に主人公に越水自身が神造魔人ツクヨミ型であり、スサノオ型アオガミと兄弟であることを打ち明けると、主人公と合一神となって、ティアマトを止めるべく動き出す。タオも至聖女として転生を果たしており、主人公をティアマトが向かった至聖天へ、王座へと導く。
至聖天へと到着した主人公に至聖女タオは王座について創世を行うことを勧めるが、そこへ至聖女となったヨーコが現れ、創世を行っても繰り返しになるだけと法の神が王座に着く以前の混沌へと誘う。主人公がいずれかの至聖女の手を取ることとなる。

## システム
バトル
プレスターンバトル
『真・女神転生III』から始まったコマンド制バトル。敵の弱点を突いたり、クリティカルヒットが出るなど有利な行動をとることで味方の行動回数が増えるが、敵に弱点を突かれたり、攻撃が回避・無効化されるなど不利な行動を取ってしまうと行動回数が減って不利になる。
マガツヒスキル
フィールドの探索やバトルでターンが経過するたび「禍つ霊＝マガツヒゲージ」が溜まっていく。マガツヒゲージがMAXになった際、特殊な技「マガツヒスキル」を使用することが出来る。マガツヒスキルには攻撃だけでなく、補助や回復など様々な効果を発揮するものがある。
敵もマガツヒを集めることがある。マガツヒを集めた次のターンでは強力な攻撃を行ってくる。
スキル適性
悪魔には「得意な属性」および「不得意な属性」がある。悪魔が得意な属性のスキルには「+」のスキル補正がつき、消費するMPが減り、威力が増すが、不得意な属性のスキルを継承させると「-」補正がつき、消費するMPも増え、威力が弱まってしまう。
悪魔会話
シリーズ伝統の悪魔と会話をし、味方の悪魔「仲魔」にするシステム。悪魔には複数の口調があり、それぞれ性格や好みが異なる。また月齢も影響し、新月や満月の時は機嫌が変わる。
さらに特定の悪魔を味方に連れている場合、敵悪魔と特殊な会話が発生することもある（仲魔になる、アイテムをもらえるものから攻撃されるというものも）。
龍穴
ダアト内の各地では「龍穴」という多数のスポットが在存し、行動の記録（セーブ）、別の龍穴への移動、骸の隠れ家や邪教の世界への転送、パーティの回復が行える。
『Vengeance』では行動の記録（セーブ)が龍穴以外の任意の場所でも行えるようになった。
邪教の世界
従来シリーズの「邪教の館」に相当し、悪魔同士を合体させて新たな悪魔を作り出す「悪魔合体」や主人公の強化が行える。
合体
本作の悪魔合体では、二体の悪魔を合体させる二身合体の他、合体結果から素材悪魔を選ぶ逆引き合体、複数体の悪魔を合体させ強力な悪魔を作り出す特殊合体、精霊を素材にすることで同種族内のランクを上下させる精霊合体などがある。また、合体では合体させる悪魔のスキルを一部特殊なものを除き自由に合体後の悪魔に継承させることができる。
写せ身
ダアトを探索していると、悪魔の能力を写し取った霊体「写せ身」を入手することがある。この他にも仲魔がレベルアップ時にプレゼントされたり、一部の悪魔の写せ身はギュスターヴから購入することもできる。写せ身は「ピクシーの写せ身」などのように多数の各悪魔ごとに存在しており、その悪魔たちのスキルや防御相性が宿されている。主人公に合体させることで、スキルや防御相性を替えることが出来る。各悪魔の写せ身は1個しか所持できず、例えばピクシーの写せ身を既に持っている状態では、2個めのピクシーの写せ身は入手できない。
写せ身は仲魔に合体させることも可能で、スキルの付け替えのみが行える。
御厳と神意
ダアト内では、神の咸厳を表す「御厳」を入手することができる。邪教の世界では御厳を使うことで「神意」を習得することが可能。神意とは、世界の摂理を改変する奇跡の業とされ、その種類はダアトの探索や悪魔とのバトルが有利になるものから、会話に影響するものや合体、スキル適性、成長に関するものまで様々。
骸の隠れ家
骸の隠れ家の主「ギュスターヴ」にマッカを支払いアイテムを購入したり、アイテムや遺物の売却を行うことが出来る。
回復
マッカを支払うことで主人公および仲魔、ゲストキャラクターの状態異常を治したり、減ったHP、MPを回復できる。
悪魔の裏庭
『Vengeance』で新たに追加。龍穴から移動でき、アオガミを含む仲魔との交流が楽しめる。会話の他、写せ身を含むアイテムをプレゼントされたり、仲魔の成長、新スキル獲得なども起きる。龍穴によって裏庭の風景は異なる。
ダアト
荒廃した「もう一つの東京」の名称。非常に広大で、エリアによって様々な様相をもち、登場する敵やギミックなども異なる。『Vengeance』では新たなダアトも追加されている。
ミマンを探せ
ダアト中に散らばっているギュスターヴの子分、「ミマン」を見つけて会話することで、ミマンはギュスターヴのもとに帰る（マップ上から消える）。その累計数に応じた報酬をギュスターヴからもらえる。また、ミマンを見つけることで神意の習得に必要な徴厳の入手が可能。
自動販売機と遺物
ダアト内に点在する自動販売機で遺物を入手することがある。ギュスターヴの元ヘ持って行き買い取ってもらうことでマッカへ換金してくれる。
宝箱・イツヅカ
黄色のオブジェクトからは写せ身やアイテム、マッカが、銀色のオブジェクト・イツヅカからは御厳を入手することが出来る。
宝箱の中身が最大所持数まで持っているアイテムだったり、既に持っている写せ身だった場合は、宝箱近くに転がった状態になる。アイテムや写せ身を消費したあとに拾いに戻ることも可能。
マガツヒ結晶
ダアトに存在するマップ上の三色の光を「マガツヒ結晶」と呼ぶ。緑色はHPが、黄色はMPが回復し、赤色はマガツヒはバトルで使用するマガツヒゲージが増加する。
悪魔の石像
ダアトに点在する石化した巨大な悪魔。十数年前に起きた大きな戦いの名残らしく、触れることで石化した悪魔の魔力を吸収でき、仲魔のレベルが上がる。
御魂
低確率で出現する特殊な悪魔。個体ごとにランダムに1つ設定される弱点属性以外の属性攻撃をブロックし、逃走しやすい難敵ではあるが、倒すと換金アイテムや主人公用、仲間用の経験値を入手できるアイテム、御厳が入手できるアイテムを落とす。
高確率で出現するようになるDLCもある。
マガツカ
ダアトに点在する大きな赤い障害物の名称。周辺には強力な敵が現れ、主人公に襲い掛かる。マガツカを撃破すると、探索上の障害が取り除かれるだけでなく、新たな神意が覚醒する。
『Vengeance』では障害にならないような位置にもあるため、対処しなくともストーリー進行は可能ではある。
マガツロ
『Vengeance』で新たに追加。特定の2つのマガツロ間をつないで瞬間移動（視覚エフェクトとしては空中移動）する。クエストナビを連れていないと見つからないものもある。マガツロを使用しないと行けない場所もある。
クエストナビ
ダアト探索のサポートをしてくれる悪魔。戦闘には参加しないが、マップ上でアイテム等を発見し告知してくれる。
最初は序盤に出会った悪魔「アマノザコ」がクエストナビを担当するが、ストーリーやサブクエストの進行により、他の悪魔をナビにすることも可能。
サブクエスト
探索中、「サブクエスト」として何らかの依頼をしてくる悪魔がいる（人間からの依頼もある）。その内容はアイテムの納品や他の悪魔の討伐など様々。依頼を達成すると、冒険に役立つアイテムやマッカ、経験値が入手できるほか、仲魔の追加や合体制限解除が行われるサブクエストもある。
ゲストキャラクター
『Vengeance』で新たに追加。ストーリーの進行に合わせて加わる人間の仲間キャラクター。仲魔同様に戦闘に参加させることも可能。経験値を獲得してレベルアップもするが、スキルなどの付け替えをプレイヤーが行うことはできない。戦闘時には主人公同様に最初から所持アイテムの使用もできる。
難易度
デフォルトでは3段階の難易度が選択できる。
気軽に遊べる「Casual」と歯応えのある「Normal」、危険と苦難に満ちた難易度「Hard」が選択可能。難易度はプレイ中にも変更できるが、Hardだけはゲーム開始時にしか選択できない。
無料DLCとして、Casualより更に易しい難易度「Safety」が配信されている。

## 登場人物

### メインキャラクター
主人公（デフォルト名なし）
声 - 柳晃平
本作の主人公。黒髪のショートヘアで中性的な見た目をしている少年。都内にある全寮制の「縄印学園」に通っている高校三年生で、クラスは3-A。趣味は読書。
魔界ダアトに迷い込み悪魔に襲われた際、神造魔人アオガミと融合する事で「ナホビノ」となり悪魔と戦う力を得た。悪魔に対抗する組織ベテルの一員になり行動するうち、学校でサホリを狙うラフムの事件に巻き込まれ、一度は死に至るも、タオの命と引き換えに復活し、東京とナホビノの真実を求めて戦いに身を投じることになる。
復讐の女神篇ではヨーコと出会い共に行動する中でカディシュトゥにより生贄にされるも、タオとアオガミに救われ、代償としてナホビノの力を失う。その後はイチロウの豹変やユヅルの死を経てアオガミ=スサノオの元であった越水=ツクヨミと融合し力を取り戻し、玉座へ向かうことになる。
アオガミと合一時は青色の足元まで届くロングヘアーに黒を基調としたボディースーツ姿になり、手が十拳剣のような武器に変化する。
ツクヨミと合一後は姿が変わり、髪が銀色のショートヘアになり、武器が鎌状に変化し（振るうと鞭のように伸びしなる）、口元を覆うマスクに軽鎧と忍者服を足して割ったような服装となる。
アオガミ / スサノオ
声 - 森川智之
青髪にボディースーツを纏った謎の男性。自らを「神造魔人」と名乗る。悪魔に襲われていた主人公の前に現れ助けるなど極めて友好的かつ肯定的で、その行動を全面的にサポートする。ナホビノに融合した後は意思決定を主人公に任せ、声のみで主人公を導く。
実は越水（ツクヨミ）から作られた神造魔人であり、本来の名がスサノオであった事が明らかとなる。越水から作成されただけあり、顔は越水と瓜二つである。また越水もアオガミを「兄弟」と呼ぶ。
なお、アオガミ型神造魔人は複数製造されたが（弐式、参式、……拾式、零式、甲型、丁型など）、18年前の秩序と混沌の大戦によって彼以外のアオガミは死亡・行方不明となっている。ダアトの各地には彼らの写せ身が落ちており、入手することが可能。
復讐の女神篇ではティアマト復活の生贄となった主人公を救う為にタオに主人公を任せてそのまま犠牲となる。その後ツクヨミと合一した主人公とティアマトの戦闘時に復活し、主人公と再度合一、ティアマトを討伐する。
磯野上 タオ（いそのかみ タオ） / 至聖女 タオ
声 - 早見沙織
主人公の同級生である少女。黒髪のロングヘアでジャージの上をジャケット代わりにしており、ラクロス部所属でもある。サホリとは親友で、べテルに参加する仲間故にユヅルとも親しい。明るく活発であり、友達思いかつ世話焼きでもあり優しく穏やかな性格。
幼い頃から霊感が強く、その縁で主人公より前にユヅルと共にベテルに参加しており、ベテルでは癒しの力を持つが故に「聖女」と呼ばれていた。
創世の女神篇では「至聖女 タオ」となり主人公を創世に導くため仲魔に加わるが、座を破壊するルートを選択すると創世を拒んだ主人公に失望し仲魔から離脱する。
復讐の女神篇では亡くなって至聖女になるタイミングが変わっており、カディシュトゥが主人公を生贄にした際の圧に吹き飛ばされて瓦礫に叩き付けられ、ヨーコに抱き起こされるも、主人公に手を伸ばしながら死亡したが、生贄になる寸前の主人公のもとに声と手だけが現れ主人公を救う。その後は学校の屋上でタオの姿で現れ、事情を話した後に至聖女の姿に変化し主人公の仲魔となる。
敦田 ユヅル（あつた ユヅル）
声 - 石川界人
主人公の友人で、眼鏡を掛けている少年。真面目な優等生だが、正義感が強く行動力もある。両親を亡くしており、唯一の肉親である妹のミヤズのことを大切に思っている。主人公より前にタオと共にベテルに参加していたため、タオとは普通に親しく話す間柄。
悪魔召喚プログラムによって呼び出された聖獣 ハヤタロウと共に戦う。戦いの中で、越水が掲げる多神教の世界の創世という思想に共感していき、ベテル崩壊後に越水から自身がツクヨミの知恵を持つ半身であることを告げられる。
創世の女神編における「Chaos（混沌）」属性に位置する存在で、ルートによっては敵となって越水と共に立ち塞がりナホビノとなって戦う。
復讐の女神篇ではミヤズを救えぬ自分の弱さに苦しみ一時は1人になるなどするが、カディシュトゥと最初に対峙する際には同行し、2回目は越水と共に向かうもイチロウ・アブディエルに不意打ちを喰らい敗北。そのままナホビノの存在を許さないアブディエルによって胸部を貫かれ主人公と越水の目の前で死亡した。
太宰 イチロウ（だざい イチロウ）
声 - 谷山紀章
主人公の同級生である少年。金髪のショートヘアに黄色の帽子を被っており、制服のジャケットの下に黄色いパーカーを着ている。ビビりで優柔不断だが、明るくやんちゃな性格。チャラついた外見に反して熱い正義感を持つが、空回ることもある。趣味は動画配信。同学年の男子生徒からは「ザンネンなやつ」呼ばわりされている。
家庭環境が悪く「父親の言うことを聞くと母親に怒られ、母親の言うことを聞くと父親に怒られる」という日常的にダブスタが繰り返される異常な家庭環境故に主体性を失い、両親が原因で正解すらないことを出来なくなる所謂「指示待ち人間」になってしまっている。
ベテルに加入して間もない頃に家庭環境による性格故に、物事をハッキリ決める大天使 アブディエルに心酔する。後にアブディエルの知恵を持つ半身が自分であることを知り喜び、アブディエルに自分を犠牲にしてナホビノになるように進言するが拒否される。
後にダアト:台東区では帽子を脱ぎ髪を逆立て、強くなる事を誓い強気な性格に変化した。その後は神の秩序のために動き、アブディエルに命令・鼓舞し堕天させた。
創世の女神編における「Law（秩序）」属性に位置する存在で、ルートによっては敵としてアブディエルと共に立ち塞がりナホビノとなって戦う。
復讐の女神篇では新宿でマンセマットに塩化され、元に戻された際にマンセマットに力を求める。それにマンセマットが応え力を与えられたことで性格が豹変した。その後、千代田区におけるべテル本部軍の攻勢に参加し活躍したことが日本支部職員から語られている。
ティアマト復活後はアブディエルと共に越水とユヅルを不意打ちし、アブディエルに命じてユヅルを殺害する。最終的には主人公に倒され、アブディエルと共に死亡する。
敦田 ミヤズ（あつた ミヤズ）
声 - 広橋涼
ユヅルの妹で、くせっ毛に眼鏡の少女。性格は引っ込み思案で内気だが、しっかりとした行動を起こせる度胸がある。
実は幼い頃から不治の病を患っていた。王子様と会う夢を見ていたが、その王子の正体は「魔神 コンス」であり、ミヤズがコンスの知恵を持っている為だった。コンスの優しさに惹かれており、コンスもミヤズに恋情を抱いていた。とあるクエストでコンスが彼女を延命させる為にマガツヒを与えたことで余命いくばくもない身体ながら生き永らえていたことが明らかになる。
復讐の女神篇でも拐われるが、途中から兄の重荷にならない為にコンスの元に居ることを選ぶも、イチロウ・アブディエルにより兄を失う事になった。
越水 ハヤオ（こしみず ハヤオ） / ツクヨミ
声 - 津田健次郎
本作の世界における日本の内閣総理大臣で、冷静で落ち着いた性格の男性。ベテル日本支部の代表でもある。東京を守護する為、イチロウ達に悪魔召喚プログラムを与え、主人公達にベテルへの協力を依頼する。
その正体はスサノオ（アオガミ）の原型である「天津神 ツクヨミ」であり、様々な神と共に世界を見据える多神教の世界を作ろうとしている。
創世の女神篇のルートによっては敵としてユヅルと共に立ち塞がり、ナホビノとなって戦う。
復讐の女神篇では、「内政型神造魔人ツクヨミ」の名が明かされる。ツクヨミ型は代々内政の補助を行っていたが、当代は難事多数につき総理大臣として表舞台にも登場している。
その後はイチロウ・アブディエルに不意打ちされて知恵であるユヅルを失うが、帰還したアオガミを分析した結果、判明した合一神となれる因子を自ら取り込む。そしてユヅルを失いナホビノとなれなくなった代わりにティアマト復活で主人公を護って消えたアオガミに代わり、主人公と融合する。その後はアオガミ同様に頭脳と声で主人公を導く。最終的にはティアマトの攻撃で瀕死になったタオ・ヨーコ（ルートによって異なる）を蘇生させて死亡した。
八雲 ショウヘイ（やくも ショウヘイ）
声 - 杉田智和
ダアトを進む主人公の前に立ち塞がる、「全ての悪魔を狩る者」を自称する謎の男性。淡々とした冷たい雰囲気を持つ。
地母神 ジョカと幼い頃から行動を共にしており、ジョカ曰く「自他に厳しく誤解の多い男だが目的は崇高」であるという。
悪魔に弱さを付け込まれた人間によって警察官の父親と霊能者の母親を殺された過去を持ち、神や悪魔を人間の敵と見做している。
創世の女神篇における「Neutral（中立）」属性に位置する存在で、悪魔を滅ぼし人間だけの世界を創るという目的で至高天の座の破壊を狙い、ユヅル・越水やイチロウ・アブディエルと対立しルートによっては主人公とも対立する。
復讐の女神篇ではティアマト復活の際にジョカに庇われ生き延びたことで考えを改め、一連の流れから身を引き、東京で悪魔から人間を救うために行動する。
ジョカ
声 - 竹達彩奈
中国の神話で人類を創生したとされる女神。人型の姿だけではなく、半人半蛇のような姿にも変身する。
とある目的で、八雲が幼い頃から行動を共にしている。主人公に興味を示しており、敵対しようとする八雲を制止することもある。
創世の女神篇ではルートによっては最終盤に再戦し、八雲と共に立ち塞がりナホビノとなって戦う。
復讐の女神篇ではティアマト復活の際に放たれた光線から八雲を庇って死亡した。
アブディエル
声 - 朴璐美
ベテル本部を統括する大天使。非常に厳格で自他に厳しく、秩序を乱すものは実力で排除する。
神に絶対の信頼を寄せており、秩序の守護を第一とする。万魔会談で本来禁断とされる筈のナホビノの実在を危惧し、神のためにナホビノである主人公を倒そうとするも返り討ちにされた。イチロウからは心酔されており、後にイチロウこそが自分の知識を持つ半身であると告げた。万古の神殿でイチロウと行動を共にし、彼の命令・鼓舞により「堕天使 アブディエル」となる。
創世の女神篇ではルートによっては敵となり、イチロウと共に立ち塞がりナホビノとなって戦う。
復讐の女神篇でもイチロウと行動し、マンセマットにより豹変したイチロウの指示でユヅルを殺害。後に堕天するも主人公に倒された。
樹島 サホリ（いつきしま サホリ）
声 - Lynn
赤茶色のロングヘアで大人っぽい見た目をした主人公の同級生で、タオの親友。優しい性格の少女であり、ラクロス部の元エース。
部の強化のため厳しい練習プログラムを組み、ついてこれない部員が辞めるなどしていたが、自身が怪我をして脱退。サホリの練習プログラムが元で辞めた元チームメイトからの陰湿ないじめを受けて心に深い傷を負っていた。
心の闇に乗じて邪神・ラフムに狙われるが、これはサホリがラフムの知恵であったためである。
復讐の女神篇ではタオの言葉に救われ、ラフムは主人公に倒されたが、その後登場した女魔リリスによって殺されてしまった。
尋峯 ヨーコ（ひろみね ヨーコ）
声 - 斎藤千和
『Vengeance』の復讐の女神篇で登場した新キャラクター。聖マリナ女学院に通う高校三年生の少女。ショートカットでワンピース型の制服を着ており、性格はクールかつミステリアス。
聖マリナ女学院は日本支部ではなくベテル本部直轄であり、ヨーコは悪魔祓いの技能を修得しているとのことで魔法なども使える。
ダアトにて主人公と出会って以降は行動を共にし、東京に戻った際、越水からベテル日本支部への協力を依頼され、主人公と共に作戦行動ができることを条件に承諾している。翌日には縄印学園へ転校してくることになるが、急なためか制服は聖マリナ女学院のまま。
優秀な悪魔祓いであったが、「東京受胎」の際にナホビノを王座に導く女神であることが判明したため、ベテルによって封印された。そこをカディシュトゥに唆され、カディシュトゥの目標たる「法の神が王座に就く以前の混沌の世界」を目指す。越水曰く、主人公たちの前に現れた姿は分霊のようなものであるとのこと。
至聖天へと到着した主人公と至聖女タオの前に至聖女ヨーコの姿で現れ、主人公に選択を投げかける。進め方によっては選択肢は表示されずに、Law（タオ）、Chaos（ヨーコ）のどちらかを自動選択することもある。

### サブキャラクター
カディシュトゥ
『Vengeance』で追加された女性の悪魔4人組。初登場の「女魔」種族となっている。
アッカド語で「捧げられし者」を意味し、ユダヤ教神秘主義の書「ゾーハル（光輝の書）」に記された4人の女悪魔で堕天使サマエルの妻達。
リリス
声 - 田中敦子
カディシュトゥのリーダー。本作ではデザインが一新されており、桃色の長髪の大人の女性のような姿で、赤い大きな蛇を連れているのが特徴。
とある目的を果たすために主人公の前に立ちはだかるも倒されるが、最後の力を振り絞り主人公を生贄にティアマトを復活させた。
イベント後に他の女魔3人ともども合体が解禁される。また、この事情から前作に登場していた「夜魔 リリス」は『Vengeance』に引き継ぐことが出来ない。
ナアマ
声 - 伊藤静
カディシュトゥの一員。ブロンドヘアで顔半分が黒く角の生えた仮面のようになっているのが特徴。
4人の女魔の中で一番官能的であり、作中の言動や使う技からもわかる通りに誘惑を得意としている。
「悪魔たちの母」とも呼ばれ、様々な男たちと交わっては子供をもうけたとされる。
エイシェト
声 - 斉藤貴美子
カディシュトゥの一員。ドレッドヘアのような髪型と鋭い爪が特徴。非常に凶暴で好戦的な性格をしている。
呪われた魂を食べると言われており、多くの人間に「自分の嫌いな部分」を訪ねてはその部分を傷つけ、最終的には救済と称して魂を奪っている。
アグラト
声 - 上田麗奈
カディシュトゥの一員。魔女のような服装に特徴的な傘を持ち、一番人間に近い姿をしている。冷静沈着で淡々とした話し方が特徴で頭脳派である模様。エイシェトには「小娘」と呼ばれている。
作中では占い師「アグラ」を装って東京の人間たちに近づきマガツヒを集めていた（しかも人間のマガツヒもすべて奪わずある程度で抑えてもいる）ほか、主人公と対峙した際には黒い霧を使って幻覚を見せ自身の分身を沢山作りだす技を使用していた。
「悪魔の女王」「屋根の上で踊る悪魔」などとも呼ばれている。
グラシャラボラス
声 - 藤井隼
『Vengeance』で登場。ソロモン王72柱の魔神の一柱。老人のようにも獣のようにも見える仮面の頭を持つ悪魔で、仮面は逆さまにもなる。自分の姿を見えなくする能力を持つ。
主人公とユヅルが再会したところに襲い掛かろうとしたが、ヨーコの警告によって奇襲は失敗し撃退され逃亡。その後、ナアマと共に品川駅コンコースで主人公に襲い掛かるも撃破される。

悟劫（ごこう） / アミターバ
声 - 三宅健太
浄増寺の僧侶の男性。赤い肌に上裸かつ鍛え上げられた肉体を持ち、巨大な箱を背負っている。
ダアトで東京タワーに向かいヒュドラを倒した後に主人公と出会い回帰のピラーを渡す。至高天では先に座の近くに現れている。その正体は至高天の王に仕える創世の光であり、一介の僧侶として世界を見守っていた。
復讐の女神篇でヨーコを選択した場合は、王座に付かず創世を放棄した主人公の前からタオと共に姿を消す。
アマノザコ
声 - 大空直美
東京タワーを目指す主人公の前に現れた和装の悪魔。語尾が「ね！」「ね？」のようになるのが口癖。
悪魔に襲われていた際に主人公に助けを求めてくるが、救出しても逆に恩に着せようとしてくるなど、迷惑をかけても悪びれない。物語序盤で案内役（クエストナビ）として加入する。
その正体はダアトで見つけたアオガミの骸に尸解（しかい）の術を施した事で生まれた異端の悪魔。アオガミから産まれているため、主人公の半身ともいえる。天狗たちが長となる大天狗を必要とした為に産まれたのだが、内に秘められた猛気によって暴れ出し、天狗たちから逃亡する。アマノザコには長になる気がないらしく、天狗たちから逃げ続けていた。
クラマテングやザオウゴンゲンから守られた際に「運命の相手は、ずっとそばにいたんだね…」と気づき、これからもずっと主人公と一緒にいると決め、正式に仲魔に加わり、悪魔合体も解禁される。
ハヤタロウ
声 - 中田譲治
ベテル日本支部の悪魔で途中からユヅルの仲魔となる犬の悪魔。
縄印学園防衛にあたってユヅルの護衛用としてベテル日本支部より派遣された。その後、ユヅルの仲魔となって行動を共にする。ルートによっては主人公の仲魔にもなる。復讐の女神篇ではルート関係なく仲魔にできる。
原典では長野県にある寺院・光前寺で飼われていたとされる霊犬で、怪物退治の伝説が残されている。
ソピアー
声 - 木下紗華
ギリシア神話に伝わる女神。その名は「知恵」とも表規される。
ダアトとは異なる空間「邪教の世界」の主。悪魔同士を合体させて新たな悪魔を作り出すことができる。
ギュスターヴ
声 - 屋良有作
ダアトの龍穴で「骸の隠れ家」に住むミマンの雇い主。緑色の皮膚を張り付けたような金歯の骸骨といった見た目をしている。
珍しい物品の収集を趣味にしており、「マッカ」と引き換えにアイテムや写し身などと交換ができたり、御霊や自販機などで手に入れた遺品を彼に売ることもできる。
また、彼が物集めのために各地に派遣した子分「ミマン」を探すのを主人公に頼んでくる。見つけて報告をすると見つけた数に応じて報酬が入手できる。
ミマン
ギュスターヴに探すよう頼まれる子分。ギュスターヴによると自由気ままで忘れっぽいらしく、好奇心も強い模様。
黒く丸く割れた頭（割れ方に個体差がある）にデフォルメで描いた骸骨のような顔を持ち、個体により表情や持ち物が違う。赤い鉱石でできたランタンのような物、赤いカマのような物、剣または双剣のような物を手に持つ。
元は人間であったらしく、中には人間としての記憶を断片的に思い出す者も複数いる。なお、台東区のミマンによると「自分たちミマンはナホビノになれなかった成れの果て」であるという。
ラフム
声 - 加瀬康之
バビロニア神話に登場する邪神。その姿は大蛇、あるいは赤い帯と六つの巻き毛を持つ男性とされる。
本作では仮面から大量の毛と太い触手が生えたような醜い姿をしているが、第二形態時や仲魔時はパーツのない頭に手足、鋭い爪を持つ胎児のような本体らしき部分を生やした奇妙な姿になっている。
創世の女神篇では序盤に主人公の同級生サホリを誘拐、洗脳し凶行に走らせた後ダアトに逃亡、サホリに自身と融合するよう唆すが躊躇われ、主人公とタオがサホリの救出に現れるとサホリを有無を言わさぬまま強引に体内へ取り込み主人公と戦う。倒される直前に身体を完全に乗っ取り、サホリに成り済まして油断した主人公とタオを殺害するも、自ら死ぬことを選んだサホリに抵抗され、タオの力を得て蘇った主人公に討たれ消滅した。
復讐の女神篇ではサホリを取り込む前に討たれている。

フィン・マックール
声 - 櫻井孝宏
ケルト神話の英雄。フィアナ騎士団の団長で知恵の鮭の逸話などが有名。高潔な人柄で悪魔に攫われた人間や力の弱い妖精の味方をしている。
作中である誤解から主人公と戦いになるが和解し、後に台東区で主人公と再戦して力を認め仲魔になる。仲魔時は主人公のことを「王」と呼び、従者として振る舞う。
コンス
声 - 檜山修之
べテル・エジプト支部代表。エジプト神話における月の神。
「創造主の創った今の世を見てごらん。人間は不公平で、不幸に嘆いている。僕たちなら、全ての人間に等しく幸せを与える世界を創るけどね」と主人公に思想を語る。
とあるクエストで、ミヤズの夢に現れる王子様の正体が彼であることが明らかになる。不治の病を抱えるミヤズが自分の知恵を持っていた事で、彼女を気に掛けマガツヒを与えて延命させていたが、次第に彼女の優しさに惹かれていき、恋情を抱く。マガツヒでの延命が限界になったコンスは、ナホビノに戻ることや創世を諦めミヤズを生かす方法を模索する。そして手に入れた「隼の首」（ホルスの首）と「有翼日輪の紋章」（太陽神の証）を使い、太陽神の力と神聖なる王権を持つ「コンス・ラー」に変化し、コンスを止めようとする主人公と戦う。
戦いに敗れ、自らの命を引き換えにミヤズを神にして永遠の命を与えようとしたが、選択肢によっては女神 イシスとミヤズの説得を受け計画を諦め、主人公に悪魔合体で呼び出せば力を貸すと言い残しその場を去る。
復讐の女神篇ではミヤズを拐った為に主人公らと戦い、負けたあとは言葉足らずであったことを謝罪し、ここに居るのはミヤズの意思であることを話し、ユヅルにミヤズを守らせて欲しいと頼み、守る事を約束する。
ヴァスキ
声 - 小松史法
べテル・インド支部所属。インド神話におけるナーガラージャ（蛇神の王）。冷静沈着な性格。
作中では本来の代表である破壊神 シヴァに代わって万魔会談に出席している。
復讐の女神篇では主人公と対峙しようとするもベルゼブブに倒されてしまった。
ゼウス
声 - 木村昴
べテル・ギリシャ支部代表。ギリシャ神話における主神であり、全知全能の最高神。一人称は「オレ」で好戦的かつ乱暴者。
自身を部下扱いする創造主に対して強い反感を持ち、創造主が消えたならば自分達がその座に就いてもよいはずだと不満を露わにする。
牛神の系譜を継ぐ神であり、終盤のサブクエストではナホビノに戻るため、牛神の知恵を持つ主人公を狙う。
復讐の女神篇ではオーディンと主人公が戦う際に乱入して2体相手のバトルとなる。
オーディン
声 - 宮内敦士
べテル・北欧支部代表。北欧神話における主神であり、戦争と死、魔術や知識を司る。
今作のデザインは『真・女神転生IV FINAL』のものが採用されている。
アルテミス
声 - 前田玲奈
DLCにて登場する、ギリシア神話における狩猟・貞潔の女神。ゼウスの娘でもある。
修行相手としてヘラクレスに匹敵するようなヒュドラ殺しの強者を探し、ヒュドラを倒した主人公にも戦いを挑む。負けた後にはゼウスの勧めもあって、主人公の仲魔となる。
クレオパトラ
声 - 大原さやか
DLCにて登場する、古代エジプト神話におけるプトレマイオス朝のファラオ。
ベテル・エジプト支部の総代として取りまとめを行っていたが罷免されて追放された。そのため、ベテルとすべての悪魔を呪っている。主人公に倒され自害しようとするが、選択肢次第では主人公の仲魔になる。
メフィスト
声 - 上田燿司
DLCにて登場する、16世紀・ドイツのファウスト伝説に伝わる悪魔。
ソウイチの魂と引き換えに契約しており、見た目の若さや生命力を与えていた。
新田 ソウイチ（にった ソウイチ）
DLCにて登場する博士。アオガミの製造に携わった神造魔人作成チームの一員。研究員Aによれば近年は悩んで荒れていたが、最近は晴れやかな顔をしていたらしい。
見た目は若く戦前からベテルに居るとも言われる謎の多い人物だが、実はメフィストと契約しており、長生きや見た目の若さはこれが理由であった。その為、メフィストが倒されると同時に急速に年老いてしまい、主人公の目の前で死亡する。
ルシファー
声 - 三木眞一郎
本作の重要な悪魔で、キリスト教に伝わる堕天使の長。
サタン
声 - 祐仙勇
復讐の女神編で登場。キリスト教においてルシファーと同一視される悪魔。
デザインは『真・女神転生IV FINAL』のものを継承している。
ベルゼブブ
声 - 秋元羊介
復讐の女神編で登場。キリスト教における悪魔の一人である『ハエの王』。
主人公の目の前でヴァスキをあっさりと殺害し、その後は主人公に戦いを挑むも倒される。
シヴァ
声 - 花輪英司
べテル・インド支部の本来の代表。ヒンドゥー教の神であり、破壊と再生を司る「慈悲深き破壊の神」。
強大な力を持ちながらも至高天の座に興味を持たず、万魔会談にも出席しなかった。これに対し代行として出席したヴァスキは「お前ら（他のベテル代表の主神達）如きにシヴァ様はお会いにならぬ」と言い放っている。
「世界は何者かに創られるのではなく、世界が何者かを創るのが正しき理」としており、創造の為の破壊として「ルドラの秘法」を用い、宇宙の破壊を目論む。
人修羅（ひとしゅら）
声 - 榎木淳弥
『真・女神転生III-NOCTURNE』の主人公。DLCにて、妖精 ピクシーと共に登場する。
『Vengeance』では条件を満たすことでゲストキャラクターとして同行させることが可能。
マンセマット
声 - 高木渉
『Vengeance』で登場。ベテル本部所属の大天使。カディシュトゥの女魔たちを追って日本へ来た。
作中ではカディシュトゥが人間からマガツヒを集めて目的を達成することを阻止するため、マガツヒの素でもある人間を塩化させる。
後にイチロウに力を与え豹変させた。
ナホビホ
『Vengeance』で登場。ナホビノにそっくりな姿もといコスプレをしたジャックフロスト。
クエストをクリアすると合体が解禁される他、クエストナビとしても連れていける。
アマビエ
声 - 小清水亜美
『Vengeance』で登場。光る海中から姿を現して人々に予言したと伝えられている。
アイドルになるべく浄増寺へやってきたものの、人々に認識してもらえずに落ち込んでいる。会話するとき、どんどん首を横に傾け、最終的には90度以上も傾けるという少し不気味かつホラーみのある姿が見られる。
オニャンコポン
『Vengeance』で登場。西アフリカにあるアシャンティ族などに伝わるという天空神。
デフォルメ化されたような可愛らしい見た目だが、息子と違い保守的かつ人間に忘れ去られることも運命と思っている様子。
アナンシ
『Vengeance』で登場。西アフリカにあるアシャンティ族の民話での英雄。オニャンコポンの息子。
保守的であるオニャンコポンと異なり、人間に忘れ去られないようにベテルへの所属を目論んでいる。
ダヌー
ケルト神話のトゥアハ・デ・ダナーンの地母神でダグザの母。終盤のとあるサブクエストをクリアし、主人公がロウルートの場合に合体が解禁されることになる。
『Vengeance』のDLCでも登場し、サブクエストで息子のダグザを止めてほしいと主人公に依頼する。
ダグザ
声 - 宇垣秀成
『Vengeance』のDLCで登場。ケルト神話の最高神で、トゥアハ・デ・ダナーンの地母神・ダヌーの息子。
ダヌーのセリフから、ダヌーともどもこの世界ではなく他の世界からやってきた神とされる。
コノハナサクヤ
声 - 小清水亜美
『Vengeance』のDLCで登場。乱世を嘆きこの世を平定できる英雄を探している。
主人公に倒された後は主人公の仲魔に加わり、合体解禁もされる。

### その他のキャラクター
チロンヌプ
『真・女神転生IV FINAL』で初登場した聖獣。マッカを支払うとミマンの場所を教えてくれる。
ジャックフロスト
イングランド神話に登場し、冬になると現れるという雪と霜の妖精。春になると、雪が溶けて消えてしまうといわれる。
女神転生シリーズのマスコットでもあり、今作では細部のデザインがリニューアルされている。
エンジェル
最下級の天使。ダアトに迷い込んだ人間を保護したりする一方、助からないと判断すると容赦なく見捨てる一面を持つ。
イズン
北欧神話に登場する女神。詩の神ブラギの妻であり、黄金の林檎の管理人でもある。今作では黄金の林檎をロキに狙われる。
アイトワラス
邪龍で、リトアニアの伝承における蛇の精霊。ジャターユの卵を食べたがる個体が登場する。
カヤノヒメ
日本神話に伝わる自然の地霊。神名の「カヤ」は屋根を葺くのに使われる。萱のことであり人間にとって身近な草であったとされる。そこから家の屋柱を葺く草の霊として、草の神の名前となったといわれる。
アモン
ヨーロッパに伝わる魔王。ソロモン王72柱の魔神の一柱。序列7番の地獄の侯爵。召喚者に過去と未来の知識を授けるといわれる。サタンが神に反旗を翻した際に、義勇軍を引き連れて駆けつけるなど、義侠心に富んだ一面を持つとされる。
ルー・ガルー
声 - 小山剛志
魔獣で、フランスに伝わる狼人間の一種。日中は人間の姿をしているが、夜になると人狼の姿となって人間を襲うと伝えられている。
マナナンガル
鬼女で、フィリピンのシキホル島に伝わる魔女。上半身と下半身を切り離し、背中に生やした蝙蝠の翼で空を飛び、人間を襲って吸血すると伝えられている。
ダイモーン
キリスト神話に伝わる名前すら与えられない下級の妖鬼。このような下級の悪魔を総称してダイモーンと呼ぶとされる。その名は「デーモン」を意味する。ナホビノとなった主人公が最初に戦う悪魔でもある。
ヒュドラ
ギリシャ神話に登場する邪龍。九つの頭を持つ蛇の姿をしているとされる。ダアトの東京タワーを縄張りにしていることから「塔の悪魔」と呼ばれ、東京タワーに近づく者に襲い掛かる。
デメテル
ギリシャ神話の豊穣の女神。ゼウスの姉でもある。デザインは『真・女神転生 DEEP STRANGE JOURNEY』を継承しており、「ハーベスト」といった口癖なども同じ。東京を豊穣の地にすることを目的と言いつつ、主人公にいくつかのクエストを持ちかける。

## 用語
縄印学園
主人公たちが通う東京のとある全寮制の学校。校章はヤモリと注連縄、五芒星が組み合わされたもの。
自由性を尊重した校風で制服はサツキの描かれたセーラー、学ラン、ブレザーがあるがタオやイチロウのようにジャージや私服を着込む事や女子がパンツを履いたり男子がスカートを履くことも容認されている。
ダアト
もう一つの崩落した東京で異世界。伝説の悪魔達が闇から目覚め自分たちが暮らす東京と人間たちを狙っている。
その正体は18年前に東京受胎によって滅んだ本物の東京で、主人公達が住む東京はシャカイナグローリーによって再生されたものである。
ナホビノ
主人公とアオガミが融合することで生まれ、「禁忌の超常の力」を使うことが出来る。
意思決定は主人公にあり、アオガミは声のみで主人公を導く。
塩田信之は神道の直毘神（なおびのかみ、なほびのかみ）が元ネタではないかと推測している。